# Freddie Sears
Freddie Sears all'anagrafe Frederick David Sears (Hornchurch, 27 novembre 1989) è un calciatore inglese, attaccante del Chatham Town.

## Carriera

### Club
Freddie Sears cresce nel vivaio del West Ham United da quando all'età di undici anni si trasferì da casa.
Realizzò 25 reti in 24 partite durante il campionato giovanile 2007-2008, consentendogli così di esordire in campionato il 15 marzo 2008 segnando addirittura il gol della vittoria dopo cinque minuti dal suo ingresso in campo.
Il 16 gennaio 2015 si trasferisce all'Ipswich Town.

### Nazionale
Ha giocato nelle nazionali giovanili inglesi Under-19, Under-20 ed Under-21.